# Microlestes lucidus
Microlestes lucidus är en skalbaggsart som beskrevs av Leconte. Microlestes lucidus ingår i släktet Microlestes och familjen jordlöpare. Inga underarter finns listade i Catalogue of Life.